# S-Klasse (1914)
Die S-Klasse war eine Klasse von drei U-Booten der Regia Marina. Sie wurde von der Royal Navy in Auftrag gegeben und nach dem italienischen Kriegseintritt in den Ersten Weltkrieg an die italienische Marine abgegeben.

## Baugeschichte
Die Boote der S-Klasse waren eine von der schottischen Werft Scotts für die Royal Navy auf Kiel gelegte Lizenzanfertigung der von Cesare Laurenti für die Fiat-Werft San Giorgio entworfenen Boote. Die Britische Admiralität bestellte 1912 drei U-Boote für den Einsatz in der Nordsee bei Scotts, die sie als S-Klasse bezeichnete. Sie ähnelten dem ebenfalls von Laurenti für die Kaiserlich Russische Marine entworfenen und später von der italienischen Marine in Dienst gestellten U-Boot Argonauta und waren eine Weiterentwicklung der Medusa-Klasse.
Nach dem italienischen Kriegseintritt auf Seiten der Entente im Mai 1915 sah sich die italienische Marine gezwungen, ihre U-Boot-Waffe auszubauen. Zu diesem Zweck erhielt sie von der Royal Navy die drei Boote der S-Klasse, auch wegen der ähnlich aufgebauten und von der italienischen Marine bereits eingesetzten Boote der Medusa-Klasse. Für den Verkauf an die Regia Marina sprach auch, dass die Boote bei den britischen Besatzungen nicht besonders beliebt waren.
Die HMS S 1 und HMS S 2 hatten zum Zeitpunkt des Verkaufs bereits Feindfahrten unternommen, während die HMS S 3 noch auf ihre Abnahme in der Werft wartete. Ab Mitte September 1915 wurden die drei Boote schließlich nach Italien überführt.

## Boote der Klasse
| Boot | Bauwerft                      | Kiellegung       | Stapellauf       | Indienststellung   | Übergabe an die Regia Marina |
| ---- | ----------------------------- | ---------------- | ---------------- | ------------------ | ---------------------------- |
| S 1  | Scotts Shipbuilding, Greenock | 23. August 1912  | 28. Februar 1914 | 5. August 1914     | 15. September 1915           |
| S 2  | Scotts Shipbuilding, Greenock | 20. Oktober 1913 | 14. April 1915   | 29. Mai 1915       | 20. September 1915           |
| S 3  | Scotts Shipbuilding, Greenock | 4. März 1914     | 16. Juni 1915    | 25. September 1915 | 26. September 1915           |

Quellen

## Einsatz und Verbleib

### S 1
Wurde nach Ausbruch des Ersten Weltkrieges von der Royal Navy in der Nordsee eingesetzt. Bei einer Unternehmung Anfang 1915 fielen bei Horns Rev vor der Westküste Dänemarks beide Dieselmotoren aus. Der Mannschaft gelang es einen deutschen Fischkutter zu kapern, mit dem die HMS S 1 bis zum etwa 300 sm entfernten Harwich geschleppt wurde.
Nach ihrer Übernahme durch die italienische Marine operierte die S 1 unter dem Kommando von Kapitänleutnant Ottavio Siccoli von der Marinebasis Tarent aus als Küstenschutzboot rund um den Golf von Tarent im Ionischen Meer. Zwischen Mai und Juni 1916 unternahm sie vier Feindfahrten vor der Küste Montenegros in der Adria südlich des Marinestützpunktes Cattaro der k.u.k. Kriegsmarine. Im September 1916 musste das Boot in La Spezia wegen Problemen mit der Maschinenanlage überholt werden und war erst wieder im Januar 1917 einsatzbereit. Noch im gleichen Monat wurde es nach Brindisi überführt und kam bis Juli 1917 auf zehn Unternehmungen zum Schutz der Marinebasis und des Hafens von Brindisi. Ab 22. August 1917 lag es erneut wegen technischer Probleme in La Spezia. Die S 1 kam zu keinen weiteren Einsätzen mehr und wurde im September 1918 desarmiert. Am 23. Januar 1919 wurde das Boot schließlich außer Dienst gestellt.

### S 2
Die HMS S 2 operierte bis zu ihrer Übergabe an die Regia Marina ohne besondere Vorkommnisse in der Nordsee. Nach der Übergabe unterstand die S 2 ab Dezember 1915 dem 3. U-Boot-Geschwader und operierte von Bari aus in der südlichen Adria im Seegebiet vor Cattaro. Zwischen Mai und Juni 1916 unternahm es eine Feindfahrt vor der albanischen Küste bei Durazzo. Von November 1916 bis Dezember 1917 lag die S 2 wegen Maschinenschadens in La Spezia. Erst im Januar 1918 konnte das wieder einsatzbereite Boot nach Bari zurückkehren. Bis zum Kriegsende kam die S 2 noch zu 21 Unternehmungen, die alle dem Schutz des Hafens von Bari galten. Es wurde kurz nach Kriegsende desarmiert und am 1. Februar 1919 außer Dienst gestellt.

### S 3
Das Boot wurde unmittelbar nach der Abnahme an die italienische Marine abgegeben. Es war ursprünglich für die Marinebasis in Brindisi bestimmt. Allerdings stellten sich bereits nach der Übernahme von der Royal Navy Motorprobleme heraus, so dass es bereit bei der Ankunft in Italien aus dem aktiven Dienst genommen wurde. Bis zum Kriegsende diente S 3 als Ausbildungsboot in La Spezia und wurde am 14. April 1919 außer Dienst gestellt.